# S'Agapo/Adoro te
S'Agapo/Adoro te è un singolo discografico di Sophia Loren e Paola Orlandi pubblicato in Italia nel 1957.

## Descrizione
Il primo brano proviene dalla colonna sonora del film Il ragazzo sul delfino.

## Tracce
1. Sophia Loren – S'Agapo (Takis Morakis e J. Fermanegiou)
2. Paola Orlandi – Adoro te (Gian Mario Maculan e Fausto Del Ferro)